# Kanton Gramat
Der Kanton Gramat ist seit 1790 ein französischer Wahlkreis in den Arrondissements Figeac und Gourdon im Département Lot in der Region Okzitanien; sein Hauptort ist Gramat.

## Gemeinden
Der Kanton besteht aus 17 Gemeinden mit insgesamt 8524 Einwohnern (Stand: 1. Januar 2022) auf einer Gesamtfläche von 351,04 km²:
| Gemeinde      | Einwohner 1. Januar 2022 | Fläche km² | Dichte Einw./km² | Code INSEE | Postleitzahl | Arrondissement |
| ------------- | ------------------------ | ---------- | ---------------- | ---------- | ------------ | -------------- |
| Albiac        | 88                       | 3,83       | 23               | 46002      | 46500        | Figeac         |
| Alvignac      | 694                      | 13,05      | 53               | 46003      | 46500        | Gourdon        |
| Bio           | 343                      | 10,79      | 32               | 46030      | 46500        | Gourdon        |
| Carlucet      | 224                      | 33,70      | 7                | 46059      | 46500        | Gourdon        |
| Couzou        | 96                       | 21,72      | 4                | 46078      | 46500        | Gourdon        |
| Durbans       | 160                      | 27,81      | 6                | 46090      | 46320        | Figeac         |
| Flaujac-Gare  | 86                       | 8,09       | 11               | 46104      | 46320        | Figeac         |
| Gramat        | 3.496                    | 57,07      | 61               | 46128      | 46500        | Gourdon        |
| Issendolus    | 523                      | 18,91      | 28               | 46132      | 46500        | Figeac         |
| Lavergne      | 485                      | 8,82       | 55               | 46165      | 46500        | Gourdon        |
| Le Bastit     | 141                      | 28,25      | 5                | 46018      | 46500        | Gourdon        |
| Miers         | 448                      | 25,28      | 18               | 46193      | 46500        | Gourdon        |
| Padirac       | 183                      | 8,86       | 21               | 46213      | 46500        | Gourdon        |
| Reilhac       | 173                      | 12,98      | 13               | 46235      | 46500        | Figeac         |
| Rignac        | 292                      | 9,64       | 30               | 46238      | 46500        | Gourdon        |
| Rocamadour    | 604                      | 49,42      | 12               | 46240      | 46500        | Gourdon        |
| Thégra        | 488                      | 12,82      | 38               | 46317      | 46500        | Gourdon        |
| Kanton Gramat | 8.524                    | 351,04     | 24               | 4610       | –            | –              |

Bis zur landesweiten Neuordnung der französischen Kantone im März 2015 gehörten zum Kanton Gramat die zwölf Gemeinden Alvignac, Bio, Carlucet, Couzou, Gramat, Lavergne, Le Bastit, Miers, Padirac, Rignac, Rocamadour und Thégra. Sein Zuschnitt entsprach einer Fläche von 279,42 km2. Er besaß vor 2015 einen anderen INSEE-Code als heute, nämlich 4611.